# 米利都的赫卡塔埃乌斯
米利都的赫卡塔埃乌斯（前550年—前476年）。古希腊米利都的历史学家，为最早的伊奥尼亚编史家之一，他通过散文记述往事。起初他反对伊奥尼亚反抗波斯的起义（公元前499年至公元前494年），后从其旅行中获知波斯帝国的范围后，又成为起义的领导人。他所著的《指南》旨在说明他搜集的地图，现仅存300个残篇，曾被希罗多德所广泛引用。他还著有《族谱》等作，把诸家族追溯到神话时代，但现仅存片段。
他的作品有两部，一部是历史学作品，名曰《历史》，这部作品也被称作《谱系》或《英雄纪》；另一部作品是地理学作品，即《大地环行纪》，其包括了亚洲与欧洲的地理知识。

## 扩展阅读
- 本条目包含来自公有领域出版物的文本: Chisholm, Hugh (编).  (第11版). London: Cambridge University Press. 1911.